# David Marshall (football, 1985)
Pour les articles homonymes, voir David Marshall (homme politique singapourien) et Marshall.
David Marshall, de son nom complet David James Marshall, né le 5 mars 1985 à Glasgow, est un ancien footballeur international écossais évoluant au poste de gardien de but.

## Biographie

### Celtic

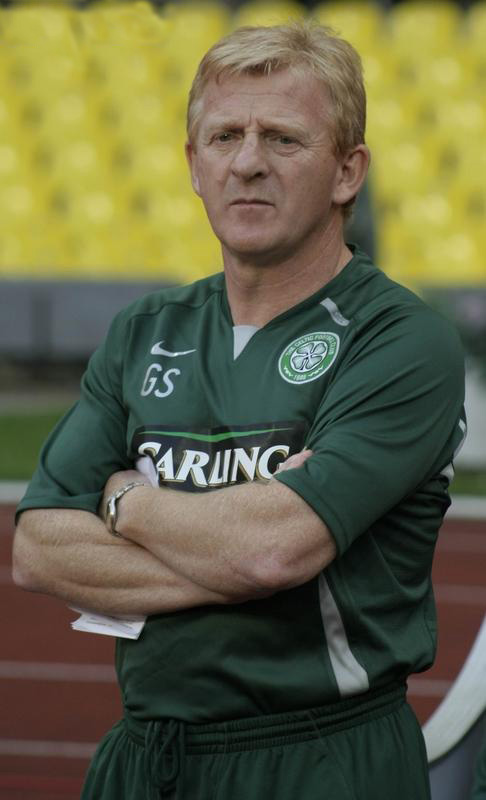
Gordon Strachan envoie Marshall sur le banc du Celtic en 2005.

Issu du centre de formation du Celtic FC, Marshall fait ses débuts comme remplaçant lors d'un match à domicile contre Saint Johnstone le 23 février 2003. Mais il est barré par l'international écossais Robert Douglas. En revanche, il brille en équipe réserve tout au long de la saison.
Il est récompensé de sa régularité et profite d'une suspension de Douglas le 25 mars 2004. Ce jour-là, le Celtic défie le FC Barcelone au Camp Nou lors d'un match retour de huitièmes de finale de la Coupe UEFA. Le Celtic contient le géant espagnol (0-0) avec Marshall (19 ans) dans les cages écossaises et se qualifie grâce à sa victoire au match aller (1-0). À l'issue de la rencontre, Marshall est qualifié de « héros du match » par le reporter de la BBC. La saison suivante, le Celtic affronte à nouveau le Barça, mais perd 1-3 au Celtic Park. Marshall est titulaire et parvient tout de même à stopper un pénalty de Ronaldinho.
En 2005, le technicien écossais Gordon Strachan prend les rênes du Celtic. Lors des deux premiers matchs où Marshall joue dans les buts du Celtic, il encaisse 9 buts (5 sur le terrain du MFK Petržalka en coupe d'Europe et 4 à Motherwell en championnat). Ces contre-performances, conjuguées à la signature du gardien polonais Artur Boruc, valent à Marshall un retour sur le banc. Pendant les 18 mois qui suivent, il devient le gardien remplaçant du Celtic, avant d'être prêté en janvier 2007 à Norwich City, en deuxième division anglaise avant d'être transféré définitivement la saison suivante.

### Cardiff City et après
Le 12 mai 2009, il s'engage avec Cardiff City, club de deuxième division anglaise. L'indemnité du transfert est d'environ 500 000 £.
Après une première saison pleine et satisfaisante à Cardiff où il joue 46 matchs, la seconde partie de la saison suivante est plus difficile pour lui. Il subit une opération chirurgicale aux ligaments du coude qui le prive de jouer de décembre 2010 à juin 2011 et le contraint à céder sa place à Thomas Heaton dans les buts de Cardiff. Ce forfait oblige les dirigeants du club à recruter Chris Kirkland en février pour pallier tout nouveau coup dur.
La saison suivante voit l'arrivée de Malky Mackay comme nouvel entraîneur et celui-ci marque sa préférence pour le gardien écossais dont il fait un titulaire en championnat. Mis en confiance par sa situation en club, Marshall réalise de brillantes performances qui lui valent des louanges de son entraîneur. Quelques jours plus tard, alors qu'il est appelé dans un groupe amené à affronter Chypre en amical le 11 novembre 2011, Marshall exprime son souhait de retrouver sa place en sélection écossaise.
Après avoir joué 48 matchs en une saison sous la conduite de Mackay, il prolonge son contrat avec Cardiff City et s'engage jusqu'à l'été 2015.
Le 30 août 2016, il rejoint Hull City.
Le 21 août 2020, il rejoint Derby County.
Le 11 janvier 2022, il rejoint Queens Park Rangers.
Le 23 mai 2022, il signe un contrat avec Hibernian, qu'il rejoint le 1 juillet 2023.

### En équipe nationale
Le 18 août 2004, Marshall honore sa première sélection contre la Hongrie en amical.
Marshall joue un rôle important dans la qualification de l'Écosse pour l'Euro 2020. Le 12 novembre 2020, l'équipe dispute la finale des barrages de la Voie de la Ligue C contre la Serbie. Le match, très disputé, amène les protagonistes en séances de penalty après un nul 1-1. Marshall ne parvient pas à arrêter les quatre premiers tirs serbes mais les Écossais convertissent également leurs pénalty. Aleksandar Mitrović s'élance pour le cinquième tir mais le gardien arrête sa frappe et qualifie ainsi son pays pour l'Euro. Cette qualification met fin à vingt-deux ans d'attente ; la dernière participation de l'Écosse à un tournoi majeur remontant à la Coupe du monde 1998.
Naturellement, David Marshall est retenu dans la liste des vingt-six joueurs écossais sélectionnés par Steve Clarke pour disputer l'Euro 2020.

## Statistiques détaillées
| Saison                | Club                  | Championnat             | Championnat | Championnat | Coupe(s) nationale(s) | Coupe(s) nationale(s) | Compétition(s) continentale(s) | Compétition(s) continentale(s) | Compétition(s) continentale(s) | Écosse | Écosse | Total | Total |
| Saison                | Club                  | Division                | M.          | B.          | M.                    | B.                    | Comp.                          | M.                             | B.                             | M.     | B.     | M.    | B.    |
| 2002-2003             | Celtic FC             | Scottish Premier League | -           | -           | 1                     | 0                     | -                              | -                              | -                              | -      | -      | 1     | 0     |
| 2003-2004             | Celtic FC             | Scottish Premier League | 11          | 0           | 3                     | 0                     | C3                             | 4                              | 0                              | -      | -      | 18    | 0     |
| 2004-2005             | Celtic FC             | Scottish Premier League | 18          | 0           | 2                     | 0                     | C1                             | 4                              | 0                              | 2      | 0      | 26    | 0     |
| 2005-2006             | Celtic FC             | Scottish Premier League | 4           | 0           | -                     | -                     | C3                             | 1                              | 0                              | -      | -      | 5     | 0     |
| 2006-2007             | Celtic FC             | Scottish Premier League | 2           | 0           | -                     | -                     | -                              | -                              | -                              | -      | -      | 2     | 0     |
| Sous-total            | Sous-total            | Sous-total              | 35          | 0           | 6                     | 0                     | -                              | 9                              | 0                              | 2      | 0      | 52    | 0     |
| 2006-2007             | Norwich City (prêt)   | Championship            | 2           | 0           | 3                     | 0                     | -                              | -                              | -                              | -      | -      | 5     | 0     |
| 2007-2008             | Norwich City          | Championship            | 46          | 0           | 5                     | 0                     | -                              | -                              | -                              | -      | -      | 51    | 0     |
| 2008-2009             | Norwich City          | Championship            | 46          | 0           | 3                     | 0                     | -                              | -                              | -                              | -      | -      | 49    | 0     |
| Sous-total            | Sous-total            | Sous-total              | 94          | 0           | 11                    | 0                     | -                              | 0                              | 0                              | 0      | 0      | 105   | 0     |
| 2009-2010             | Cardiff City          | Championship            | 43          | 0           | 7                     | 0                     | -                              | -                              | -                              | 3      | 0      | 53    | 0     |
| 2010-2011             | Cardiff City          | Championship            | 11          | 0           | 1                     | 0                     | -                              | -                              | -                              | -      | -      | 12    | 0     |
| 2011-2012             | Cardiff City          | Championship            | 45          | 0           | 3                     | 0                     | -                              | -                              | -                              | -      | -      | 48    | 0     |
| 2012-2013             | Cardiff City          | Championship            | 46          | 0           | -                     | -                     | -                              | -                              | -                              | 1      | 0      | 47    | 0     |
| 2013-2014             | Cardiff City          | Premier League          | 37          | 0           | 3                     | 0                     | -                              | -                              | -                              | 5      | 0      | 45    | 0     |
| 2014-2015             | Cardiff City          | Premier League          | 38          | 0           | -                     | -                     | -                              | -                              | -                              | 11     | 0      | 49    | 0     |
| 2015-2016             | Cardiff City          | Premier League          | 40          | 0           | -                     | -                     | -                              | -                              | -                              | 2      | 0      | 42    | 0     |
| 2016-2017             | Cardiff City          | Premier League          | 4           | 0           | -                     | -                     | -                              | -                              | -                              | -      | -      | 4     | 0     |
| Sous-total            | Sous-total            | Sous-total              | 264         | 0           | 14                    | 0                     | -                              | 0                              | 0                              | 22     | 0      | 300   | 0     |
| 2016-2017             | Hull City             | Premier League          | 15          | 0           | 1                     | 0                     | -                              | -                              | -                              | 3      | 0      | 19    | 0     |
| Sous-total            | Sous-total            | Sous-total              | 15          | 0           | 1                     | 0                     | -                              | 0                              | 0                              | 3      | 0      | 19    | 0     |
| Total sur la carrière | Total sur la carrière | Total sur la carrière   | 408         | 0           | 32                    | 0                     | -                              | 9                              | 0                              | 27     | 0      | 476   | 0     |

## Palmarès
David Marshall est champion d'Écosse en 2004 et remporte la Coupe d'Écosse à deux reprises en 2004 et 2005 sous les couleurs du Celtic Football Club.